# Xã Timbo, Quận Stone, Arkansas
Xã Timbo (tiếng Anh: Timbo Township) là một xã thuộc quận Stone, tiểu bang Arkansas, Hoa Kỳ. Năm 2010, dân số của xã này là 233 người.